# Haller Zoltán
Haller Zoltán (Debrecen, 1962. augusztus 9. – Esztergom, 2014. március 6.) magyar ügyvéd, politikus, országgyűlési képviselő.

## Életpályája

### Iskolái
Az általános iskolát Szegeden, a középiskolát Szegeden és Debrecenben végezte el. 1980-ban érettségizett a Tóth Árpád Gimnáziumban. 1982–1987 között a József Attila Tudományegyetem Jogtudományi Karának hallgatója volt. 1990-ben ügyvédi szakvizsgát tett.

### Pályafutása
1981. májusig a Debreceni Ruhagyárban segédmunkásként dolgozott. 1981–1982 között sorkatonai szolgálatot teljesített Zalaegerszegen. 1987-ben a Havas Kereskedelmi Vállalat jogásza volt. 1987–1990 között az Esztergomi Ügyvédi Munkaközösségben ügyvédjelölt volt. 1990-től magánügyvédként dolgozott. 1990–1994 között az Esztergomi Kereskedelmi és Iparkamara titkára volt.

### Politikai pályafutása
1982–1989 között az MSZMP tagja volt. 1989-től az MSZP tagja volt. 1990-ben országgyűlési képviselőjelölt volt. 1994–1995 között az Alkotmányügyi, törvényelőkészítő, igazságügyi és ügyrendi bizottság tagja volt. 1994–1998 között országgyűlési képviselő (Esztergom) volt. 1994–1998 között a Társadalmi szervezetek költségvetési támogatását előkészítő bizottság tagja volt. 1997–1998 között az Európai integrációs ügyek bizottságának tagja volt. 1998–2006 között önkormányzati képviselő (Együtt Esztergomért Egyesület) volt.

## Családja
Szülei: Haller Zoltán (1936–1992) és Mezei Márta (1939-?) voltak. Szülei 1977-ben elváltak. 1980-ban házasságot kötött Gulyás Ildikóval. Egy lányuk született: Ildikó Anna (1980).